# Tống Dịch Thành quân
Tống Dịch Thành quân (chữ Hán: 宋剔成君; trị vì: 375 TCN(?)-335 TCN), tên thật là Tử Đới Hỉ (子戴喜), là vị vua thứ 33 của nước Tống – chư hầu nhà Chu trong lịch sử Trung Quốc.
Sử sách chép khác nhau về thân thế Dịch Thành quân. Theo sử ký, ông là con trai của Tống Hoàn công, vị vua thứ 32 của nước Tống. Năm 375 TCN, Tống Hoàn công mất, Đới Hỉ lên nối ngôi, tức là Tống Dịch Thành quân.
Theo Trúc thư kỉ niên, Dịch Thành là hậu duệ của Tử Văn (con Tống Đái công), vì Tống Hoàn công hoang dâm vô độ nên bị ông cướp ngôi.
Năm 356 TCN, ông cùng Tề Uy vương và Triệu Thành hầu họp mặt tại Bình Lục.
Năm 354 TCN, Ngụy Huệ Thành vương đánh Tống, tiến vào đất Hoàng Trì. Tống quân phản công, tấn công trở lại đất Thủ Chỉ của Ngụy.
Năm 329 TCN, em ông là Tử Yển nổi loạn, Ông chạy sang tị nạn Tề được Tề vương phong cho quân hiệu ở đất Dịch Thành về sau gọi là Dịch Thành quân (剔成君), Tử Yển tự lập làm vua, tức Tống Khang vương.
Ông làm vua được 41 năm, không rõ mất năm nào và kết cục ra sao.